# Tournoi d'ouverture du championnat du Honduras de football 1997
Navigation
Saison précédente Saison suivante
Le Tournoi Apertura 1997 est le premier tournoi saisonnier disputé au Honduras.
C'est cependant la 32e fois que le titre de champion du Honduras est remis en jeu.
Lors de ce tournoi, le CD Olimpia a tenté de conserver son titre de champion du Honduras face aux dix meilleurs clubs honduriens.
Chacun des onze clubs participant était confronté deux fois aux dix autres équipes. Puis les six meilleures se sont affrontées lors d'une phase finale à la fin du tournoi.
Seulement une place était qualificative pour la Copa Interclubes UNCAF et une place pour la Coupe des vainqueurs de coupe de la CONCACAF.

## Les 11 clubs participants
Ce tableau présente les onze équipes qualifiées pour disputer le championnat 1997-1998. On y trouve le nom des clubs, le nom des stades dans lesquels ils évoluent ainsi que la capacité et la localisation de ces derniers.
| \| Tegucigalpa: CD Motagua CD Olimpia Pumas UNAH San Pedro Sula: CD Marathon Palestino FC Real España Independiente Villela Tegucigalpa Real Maya Deportivo CD Platense San Pedro Sula CD Victoria CD Vida \| Localisation des clubs. |
| Tegucigalpa: CD Motagua CD Olimpia Pumas UNAH San Pedro Sula: CD Marathon Palestino FC Real España Independiente Villela Tegucigalpa Real Maya Deportivo CD Platense San Pedro Sula CD Victoria CD Vida                               |

| Club                  | Stade                        | Capacité | Ville          |
| Independiente Villela | Stade Humberto Micheletti    | 5 000    | El Progreso    |
| CD Marathon           | Stade Yankel Rosenthal       | 15 000   | San Pedro Sula |
| Real Maya Deportivo   | Stade Marcelo Tinoco         | 5 000    | Danlí          |
| CD Motagua            | Stade Tiburcio Carias Andino | 35 000   | Tegucigalpa    |
| CD Olimpia            | Stade Tiburcio Carias Andino | 35 000   | Tegucigalpa    |
| Palestino FC (en)     | Stade Francisco Morazán      | 20 000   | San Pedro Sula |
| CD Platense           | Stade Excelsior              | 10 000   | Puerto Cortés  |
| Real España           | Stade Francisco Morazán      | 20 000   | San Pedro Sula |
| Pumas UNAH            | Stade Tiburcio Carias Andino | 35 000   | Tegucigalpa    |
| CD Victoria           | Stade Nilmo Edwards          | 25 000   | La Ceiba       |
| CD Vida               | Stade Nilmo Edwards          | 25 000   | La Ceiba       |

## Compétition
Le tournoi Apertura s'est déroulé de la façon suivante, en deux phases :
- La phase de qualification : les vingt journées de championnat.
- La phase finale : les matchs aller-retour allant des quarts de finale à la finale.

### Phase de qualification
Lors de la phase de qualification les onze équipes affrontent à deux reprises les dix autres équipes selon un calendrier tiré aléatoirement.
Les six meilleures équipes sont qualifiées pour les quarts de finale.
Le classement est établi sur le barème de points classique (victoire à 3 points, match nul à 1, défaite à 0).
Le départage final se fait selon les critères suivants :
- Le nombre de points.
- La différence de buts générale.
- La différence de buts particulière.
- Le nombre de buts marqué.

#### Classement
Le leader de la compétition régulière est récompensé par la Coupe du Honduras. Le CD Platense remporte donc ce trophée pour la deuxième fois de son histoire.
| Rang | Équipe                | Pts | J  | G  | N | P  | Bp | Bc | Diff |
| ---- | --------------------- | --- | -- | -- | - | -- | -- | -- | ---- |
| 1    | CD Platense           | 38  | 20 | 12 | 2 | 6  | 42 | 26 | +16  |
| 2    | CD Motagua            | 37  | 20 | 10 | 7 | 3  | 23 | 17 | +6   |
| 3    | CD Olimpia (T)        | 36  | 20 | 9  | 9 | 2  | 33 | 21 | +12  |
| 4    | CD Marathon           | 32  | 20 | 8  | 8 | 4  | 30 | 24 | +6   |
| 5    | Real España           | 32  | 20 | 8  | 8 | 4  | 30 | 26 | +4   |
| 6    | Pumas UNAH            | 30  | 20 | 8  | 6 | 6  | 29 | 26 | +3   |
| 7    | CD Victoria           | 24  | 20 | 5  | 9 | 6  | 25 | 28 | -3   |
| 8    | CD Vida               | 23  | 20 | 7  | 2 | 11 | 31 | 33 | -2   |
| 9    | Real Maya Deportivo   | 18  | 20 | 4  | 6 | 10 | 25 | 29 | -4   |
| 10   | Palestino FC (en) (P) | 14  | 20 | 3  | 5 | 12 | 28 | 43 | -15  |
| 11   | Independiente Villela | 11  | 20 | 1  | 8 | 11 | 19 | 42 | -23  |

| Légende : Qualifications et relégations | Légende : Qualifications et relégations                                                                |
| --------------------------------------- | --- |
|                                         | Coupe des vainqueurs de coupe de la CONCACAF 1998 (Phase de Groupe) Qualifié pour les quarts de finale |
|                                         | Qualifié pour les quarts de finale                                                                     |
|                                         | (T) : Tenant du titre (P) : Promu de la saison 1996-1997                                               |

#### Matchs
| Résultats (▼dom., ►ext.)                                   | Ind | Mar | Mot | Oli | Pal | Pla | Esp | May | Uni | Vic | Vid |
| Independiente Villela                                      |     | 0-2 | 1-1 | 1-2 | 1-1 | 1-3 | 1-1 | 0-0 | 1-0 | 1-1 | 0-0 |
| CD Marathon                                                | 1-0 |     | 0-1 | 2-3 | 3-1 | 0-2 | 2-2 | 1-1 | 0-0 | 1-1 | 3-2 |
| CD Motagua                                                 | 1-1 | 0-1 |     | 1-0 | 1-1 | 1-0 | 1-1 | 2-1 | 1-1 | 0-0 | 1-0 |
| CD Olimpia                                                 | 2-2 | 0-0 | 3-0 |     | 3-1 | 3-3 | 0-0 | 2-1 | 4-0 | 1-1 | 3-1 |
| Palestino FC (en)                                          | 1-1 | 1-3 | 3-4 | 1-2 |     | 1-3 | 2-3 | 1-0 | 3-2 | 1-1 | 2-1 |
| CD Platense                                                | 4-2 | 1-1 | 1-0 | 3-0 | 4-2 |     | 4-1 | 1-0 | 1-2 | 4-1 | 0-2 |
| Real España                                                | 3-1 | 2-3 | 0-2 | 0-0 | 2-0 | 1-0 |     | 2-0 | 1-0 | 2-1 | 1-0 |
| Real Maya Deportivo                                        | 4-1 | 2-3 | 0-0 | 1-1 | 2-2 | 2-3 | 2-2 |     | 1-2 | 3-0 | 1-2 |
| Pumas UNAH                                                 | 4-1 | 1-1 | 1-1 | 0-1 | 2-1 | 2-1 | 3-3 | 1-2 |     | 2-1 | 3-0 |
| CD Victoria                                                | 3-1 | 1-1 | 2-3 | 1-1 | 2-1 | 3-2 | 2-2 | 2-0 | 0-0 |     | 2-1 |
| CD Vida                                                    | 7-2 | 3-2 | 0-1 | 2-2 | 3-2 | 1-2 | 2-1 | 1-2 | 2-3 | 1-0 |     |
| - Victoire à domicile - Match nul - Victoire à l'extérieur |     |     |     |     |     |     |     |     |     |     |     |

### La Phase Finale
Les six équipes qualifiées sont réparties dans le tableau final d'après leur classement général, le troisième affrontant le quatrième, le deuxième affrontant le cinquième et le premier affrontant le sixième lors des quarts de finale. Au terme de ceux-ci, le meilleur perdant est également qualifié pour les demi-finales. Les quatre équipes sont alors réparties dans le tableau final d'après leur classement général, le deuxième affrontant le troisième et le premier affrontant le quatrième
En cas d'égalité sur la somme des deux matchs, c'est la position au classement général qui départage les deux équipes, sauf pour la finale où des prolongations puis une séance de tirs au but ont éventuellement lieu.

#### Quarts de finale
| Club        | Aller | Retour | Club        | Commentaire |
| CD Platense | 0-0   | 1-1    | Pumas UNAH  |             |
| CD Motagua  | 0-0   | 1-1    | Real España |             |
| CD Olimpia  | 3-2   | 1-0    | CD Marathon |             |

#### Tableau
|  |             |            |            |            |             |     |   |        |        |        |        |        |
|  | 1/2 finale  | 1/2 finale | 1/2 finale | 1/2 finale | 1/2 finale  |     |   | Finale | Finale | Finale | Finale | Finale |
|  |             |            |            |            |             |     |   |        |        |        |        |        |
|  |             |            |            |            |             |     |   |        |        |        |        |        |
|  | CD Platense | (1)        | 0          | 1          |             |     |   |        |        |        |        |        |
|  | CD Platense | (1)        | 0          | 1          |             |     |   |        |        |        |        |        |
|  | Real España | (4)        | 2          | 1          |             |     |   |        |        |        |        |        |
|  | Real España | (4)        | 2          | 1          | Real España | (4) | 0 | 1      |        |        |        |        |
|  |             |            |            |            |             | (4) | 0 | 1      |        |        |        |        |
|  |             |            | CD Motagua | (2)        | 3           | 2   |   |        |        |        |        |        |
|  | CD Motagua  | (2)        | CD Motagua | (2)        | 3           | 2   | 2 | 0      |        |        |        |        |
|  | CD Motagua  | (2)        |            |            |             |     | 2 | 0      |        |        |        |        |
|  | CD Olimpia  | (3)        | 1          | 1          |             |     |   |        |        |        |        |        |
|  | CD Olimpia  | (3)        | 1          | 1          |             |     |   |        |        |        |        |        |

#### Demi-finales
| Club        | Aller | Retour | Club        | Commentaire |
| CD Platense | 0-2   | 1-1    | Real España |             |
| CD Motagua  | 2-1   | 0-1    | CD Olimpia  |             |

#### Finale
| Match aller   | CD Motagua       | 3:0 | Real España | Stade Tiburcio Carias Andino |  |
| 15 avril 1998 | Buteurs inconnus |     |             |                              |  |

| Match retour  | Real España    | 1:2 | CD Motagua       | Stade Francisco Morazán |  |
| 18 avril 1998 | Buteur inconnu |     | Buteurs inconnus |                         |  |

## Bilan du tournoi
| Tableau d'Honneur     |             |
| Compétition           | Vainqueur   |
| Tournoi Apertura 1997 | CD Motagua  |
| Coupe du Honduras     | CD Platense |

| Qualifications continentales 1998-1999       |             |
| Copa Interclubes UNCAF                       | Qualifiés   |
| Phase de groupe (en)                         | CD Motagua  |
| Coupe des vainqueurs de coupe de la CONCACAF | Qualifiés   |
| Phase de Groupe                              | CD Platense |